# Ferdinand van Apshoven (de Oude)
Ferdinand van Asphoven (de Oude) ook wel Apshoven I, Abshoven en Abtshoven genoemd, (gedoopt op 17 mei 1576 in Antwerpen, † tussen 18 september 1654 en 18 september 1655) was een  Zuid-Nederlands schilder. 

## Biografie
Ferdinand van Asphoven (de Oude) was vader van de evenals bekende schilders Thomas van Apshoven en Ferdinand van Apshoven (de Jonge) en neef van Caspar de Crayer. Zijn precieze geboortedatum is niet gekend, hij is op 17 mei 1576 gedoopt in de Sint-Andrieskerk in Antwerpen.
In de periode 1592-1593 werd hij als leerjongen opgenomen bij Adam van Noort. In 1596-1597 was hij vrijmeester in de Antwerpse Sint-Lucasgilde.  
In de jaren 1597 t.e.m. 1621 leidde Asphoven S. zeker zeven leerlingen op: Jan Michielsen (1597/1598), Alaert du Gangier (1601/1602), Jacob Jacobsen, Gaspar Couvreur (beide 1604/1605), Peeter Geerkens (1613/1614), Peeter Isak (1617) en Hans van Wolschaeten (1620/1621). 
Van 1620 tot 1621 was hij lid van de haakbusgilde. In 1627-1644 was hij raadgever van de Sodaliteit der gehuwde jongemans van de Jezuïeten te Antwerpen.
Op 29 augustus 1617 trouwde hij met Eleonora Wijns in de kathedraal, met wie hij acht kinderen kreeg. Hun dochter Elisabeth (13/02/1621) trouwde met Hubert van den Eynde; hun vierde kind Marie (wier doopdatum onbekend is) trouwde op 11 juni 1647 in de kathedraal van Kessel. Zij werd op 4 oktober 1655 de meter van de bloemschilder Jan Philips van Thielen. Hun vijfde kind was de schilder Thomas van Apshoven (30 november 1622); hun zesde kind was de schilder Ferdinand Junior (1 maart 1630).
Zijn precieze overlijdensdatum is niet bekend, maar deze schijnt tussen 18 september 1654 en 18 september 1655 te zijn.
Zijn artistieke carrière ligt volledig in het duister, want tot op dit moment is er slechts één werk van hem teruggevonden: een portret van Leonardus Lessius (met wiens nicht de schilder gehuwd was) uit 1613 (bewaard in het Klooster van de Jezuïeten te Leuven). Het is waarschijnlijk dat hij, net als zijn leraar, werkzaam was als historisch- en portretschilder.